# Air Force Two
Air Force Two  je klicna koda kontrole zračnega prometa za zrakoplov vojnega letalstva Združenih držav Amerike, s katerim leti ameriški podpredsednik. Podobna koda Marine Two je za zrakoplov vojne mornarice, na katerem leti ameriški podpredsednik, medtem ko sta Air Force One in Marine Force One kodi za zrakoplov, na katerem leti ameriški predsednik.
Podpredsednik velikokrat leti z Boeing C-32 (različica potniškega Boeing 757), druga letala pa so Boeing C-40 Clipper in Gulfstreamova C-20B, C-37A ter C-37B.